# Övertorneå (Gemeinde)
Koordinaten: 66° 23′ N, 23° 39′ O

Övertorneå ist eine Gemeinde (schwedisch kommun) in der nordschwedischen Provinz Norrbottens län, in der historischen Provinz Norrbotten.

## Geographie
Die Gemeinde Övertorneå erstreckt sich etwa 90 Kilometer entlang des Flusses Torne älv, der die Grenze zu Finnland bildet. Das Flusstal, das im Frühjahr streckenweise überschwemmt ist, wird landwirtschaftlich genutzt. Die Höhen westlich des Torne älv sind mit Nadelwäldern bedeckt. Die finnische Gemeinde östlich des Flusses ist gleichen Namens: Ylitornio/Övertorneå. Zur Gemeinde gehören folgende Orte (tätorter): Hedenäset, Juoksengi, Övertorneå und Svanstein.
Övertorneå war Endbahnhof der knapp 47 Kilometer langen Bahnstrecke Karungi–Övertorneå. Die 1914 eröffnete Strecke wurde 1986 stillgelegt und abgebaut. Heute besteht Bahnanschluss auf finnischer Seite im Bahnhof Ylitornio an der Bahnstrecke Tornio–Kolari.

## Wirtschaft
Der traditionelle Wirtschaftszweig der Gemeinde sind Landwirtschaft im Tal des Torne älv und Forstwirtschaft, die die Basis für die zahlreichen Sägewerke bildet.

## Sehenswürdigkeiten
Etwa 15 Kilometer südlich von Övertorneå liegt Hedenäset, ein alter Kirchplatz, mit einer achteckigen Kirche aus dem Jahre 1740. Der Torne älv bildet dort eine Deltalandschaft, da dort früher der Fluss in den Bottnischen Meerbusen mündete.

## Söhne und Töchter der Gemeinde
- Stefan Nilsson (1955–2023), schwedischer Komponist
- Cecilia Wikström (* 1965), schwedische EU-Parlamentarierin